# Everybody Talks
«Everybody Talks» —en español: «Todo el mundo habla»— es una canción de la banda estadounidense Neon Trees, que figuran en su segundo álbum de estudio Picture Show (2012). Compuesto por Tyler Glenn y Tim Pagnotta, la banda lanzó como primer sencillo el 20 de diciembre de 2011.

## Video musical
Un video musical animado para acompañar el lanzamiento de «Everybody Talks» fue lanzado por primera vez en YouTube el 14 de enero de 2012 a una longitud total de tres minutos y cuarenta y dos segundos.

## En la cultura popular
- La canción fue versionado por Jake Puckerman (Jacob Artist) y Kitty Wilde (Becca Tobin) para el episodio de Glee «The Role You Were Born to Play».[2]

- En Latinoamérica, la canción fue utilizada por Movistar  en sus campañas publicitarias de radio y televisión en el año 2014.

- La canción fue utilizada en la película de 2012 American Pie: el reencuentro

## Lista de canciones
Descarga digital (Estados Unidos)

| N.º | Título            | Duración |  |
| 1.  | «Everybody Talks» | 2:59     |  |

## Posicionamiento en listas

### Listas semanales
| Listas (2012–13)                     | Mejor posición |
| ------------------------------------ | -------------- |
| Australia (ARIA)                     | 10             |
| Canadá (Canadian Hot 100)            | 35             |
| República Checa (Rádio Top 100)      | 18             |
| Irlanda (IRMA)                       | 39             |
| Nueva Zelanda (Recorded Music NZ)    | 37             |
| Estados Unidos (Billboard Hot 100)   | 6              |
| Estados Unidos (Mainstream Top 40)   | 3              |
| Estados Unidos (Adult Top 40)        | 1              |
| Estados Unidos (Adult Contemporary)  | 13             |
| Estados Unidos (Alternative Airplay) | 7              |
| US Rock Songs (Billboard)            | 11             |

## Historial de lanzamientos
| País           | Fecha                   | Formato           | Discográfica |
| -------------- | ----------------------- | ----------------- | ------------ |
| Estados Unidos | 20 de diciembre de 2011 | Descarga digital  | Mercury      |
| Estados Unidos | 17 de abril de 2012     | Mainstream/Top 40 | Mercury      |